# موشاواق
موشاواق (به لاتین: Muşavaq) منطقه‌ای مسکونی (= دهستان) در جمهوری آذربایجان است که در شهرستان داش‌کسن واقع شده است. موشاواق ۳۶۲ نفر جمعیت دارد.